# Bretschneidera
Genre
Espèce
Synonymes
- Bretschneidera yunshanensis Chun & F.C.How

Bretschneidera sinensis, la seule espèce du genre Bretschneidera, est un arbre rare de 10 à 20 m  de haut, avec de grandes inflorescences.
On le trouve au sud et à l'est de la Chine, à Taïwan, au nord de la Thaïlande et au nord du Vietnam. Son habitat se raréfie et en fait une plante menacée. À cause de sa récente découverte à Taïwan et en Thaïlande, on espère le trouver également au Laos et au nord du Myanmar. Son nom est attribué en l'honneur d'Emil Bretschneider.

En Thaïlande, son nom est Chompoo Phu Kha, ( thaï : ชมพูภูคา) et on ne le trouve que dans le parc national de Doi Phu Kha (en), dans le Luang Prabang (dans la chaîne de montagnes de Luang Prabang) où il fleurit en février et mars.

La position taxonomique  du genre Bretschneidera   est problématique, il a aussi été placé dans sa propre famille, Bretschneideraceae.